# Pugilato ai XXI Giochi del Commonwealth
Le competizioni di pugilato ai XXI Giochi del Commonwealth si sono svolte dal 5 al 14 aprile 2018.

## Medagliere
| Posiz. | Nazione          | Oro | Argento | Bronzo | Totale |
| ------ | ---------------- | --- | ------- | ------ | ------ |
| 1      | Inghilterra      | 6   | 1       | 2      | 9      |
| 2      | India            | 3   | 3       | 3      | 9      |
| 3      | Australia        | 3   | 2       | 3      | 8      |
| 4      | Galles           | 2   | 1       | 1      | 4      |
| 5      | Nuova Zelanda    | 1   | 0       | 4      | 5      |
| 6      | Namibia          | 1   | 0       | 0      | 1      |
| 7      | Irlanda del Nord | 0   | 6       | 2      | 8      |
| 8      | Canada           | 0   | 1       | 5      | 6      |
| 9      | Camerun          | 0   | 1       | 0      | 1      |
| 9      | Samoa            | 0   | 1       | 0      | 1      |
| 11     | Sri Lanka        | 0   | 0       | 3      | 3      |
| 12     | Nigeria          | 0   | 0       | 2      | 2      |
| 12     | Scozia           | 0   | 0       | 2      | 2      |
| 14     | Figi             | 0   | 0       | 1      | 1      |
| 14     | Ghana            | 0   | 0       | 1      | 1      |
| 14     | Kenya            | 0   | 0       | 1      | 1      |
| 14     | Seychelles       | 0   | 0       | 1      | 1      |
| 14     | Uganda           | 0   | 0       | 1      | 1      |
| Totale | Totale           | 16  | 16      | 32     | 64     |

## Podi

### Maschile
| Evento | Oro                 | Argento                | Bronzo                             |
| 49kg   | Galal Yafai         | Amit Panghal           | Thiwanka Ranasinghe Juma Miiro     |
| 52kg   | Gaurav Solanki      | Brendan Irvine         | Reece McFadden Vidanalange Bandara |
| 56kg   | Peter McGrail       | Kurt Walker            | Eric Basran Hussamuddin Mohammed   |
| 60kg   | Harry Garside       | Manish Kaushik         | James McGivern Michael McDonagh    |
| 64kg   | Jonas Jonas         | Thomas Blumenfeld      | Luke McCormack Jesse Lartey        |
| 69kg   | Pat McCormack       | Aidan Walsh            | Winston Hill Manoj Kumar           |
| 75kg   | Vikas Krishan Yadav | Wilfried Ntsengue      | Steven Donnelly John Docherty      |
| 81kg   | Sammy Lee           | Ato Plodzicki-Faoagali | Clay Waterman Harley O'Reilly      |
| 91kg   | David Nyika         | Jason Whateley         | Naman Tanwar Cheavon Clarke        |
| +91kg  | Frazer Clarke       | Satish Kumar           | Keddy Agnes Patrick Mailata        |

### Femminile
| Evento | Oro            | Argento         | Bronzo                                  |
| 48kg   | Mary Kom       | Kristina O'Hara | Anusha Koddithuwakku Tasmyn Benny       |
| 51kg   | Lisa Whiteside | Carly McNaul    | Taylah Robertson Christine Ongare       |
| 57kg   | Skye Nicolson  | Michaela Walsh  | Alexis Pritchard Sabrina Aubin-Boucher  |
| 60kg   | Anja Stridsman | Paige Murney    | Troy Garton Yetunde Odunuga             |
| 69kg   | Sandy Ryan     | Rosie Eccles    | Kaye Scott Marie-Jeanne Parent          |
| 75kg   | Lauren Price   | Caitlin Parker  | Millicent Agboegbulem Tammara Thibeault |